# 馬來西亞—尼日利亞關係
馬來西亞－奈及利亞關係是指马来西亚与非洲国家奈及利亞間的歷史雙邊關係與现代雙邊關係。馬來西亞于奈及利亞成立之初即给予外交承认，两国又在1965年3月建立大使级外交关系。马来西亚也是最早与奈及利亞建立邦交的亚洲国家之一。建交以來兩國邦谊持续加深，各领域来往不断。現今兩國也通過在联合国、英联邦、不结盟运动、77國集團等多個國際組織的合作交流加深了邦誼。

## 政治交流
马来西亚、奈及利亞两国均曾经是大英帝国的殖民地，直到各自于1957年、1960年独立，并加入了大英国协。奈及利亞独立后，馬來西亞首任首相東姑阿都拉曼立即向奈及利亞民众表达祝贺，并宣布馬來西亞政府承认奈及利亞。東姑阿都拉曼与奈及利亞总理兼外交部长阿布巴卡尔·塔法瓦·巴勒瓦交情也非常密切，在印尼－馬來西亞對抗期间，奈及利亞政府更在道义上支持马来西亚，谴责印尼。随后两国亦于1965年3月3日建立邦交，大马政府也立即在奈及利亞首都拉各斯建立了大使館層級的高級專員公署。此后双边关系友好顺利发展，并在联合国、英联邦、不结盟运动、77國集團等多個國際組織相互支持。

## 经济关系
奈及利亞幅员辽阔、人口众多，具有一定的经贸潜力。两国早在独立之初就已经建立经贸联系，并在树胶、棕油等产业上交流不断。又建立了馬來西亞－奈及利亞商會，以促进贸易往来。据经济复杂性研究中心统计，2020年，两国贸易总额达到9.48亿美元。其中马来西亚对奈及利亞出口额为7.29亿美元，同比2019年增长了3.26%，主要出口棕榈油及石油制品，奈及利亞也是馬來西亞在非洲第一大出口伙伴。奈及利亞对大馬出口2.19亿美元，同比2019年增长了3.54%，主要出口原油、锡、铝土及可可豆等。
在20世纪70年代，石油资源丰富的奈及利亞開始受到大馬政府及商人的青睞，其后又有马来西亚华人前往拉各斯经商。进入21世纪以来，马来西亚加强了对包括奈及利亞在内的非洲诸国之投资，马来西亚籍企业也在奈及利亞的石油产业、建筑业等领域多有建树。

## 人文交流
自马来西亚驻尼日利亚高級专员公署於1965年建立以來，就積極協助馬來西亞與奈及利亞加強文化聯繫，并在奈及利亞推广本国电影及其他马来西亚文化。在教育领域，自马哈迪·莫哈末出任大马首相以来，双边教育领域之交流得到了一定的加强。马来西亚政府、对外贸易发展局不仅与日本等国政府一同开展第三国培训计划，为奈及利亞政府官员提供培训。也通過MTCP計劃努力擴大對包括奈及利亞在內的非洲國家之援助規模。马来西亚教育部则与一些招生机构合作，在奈及利亞展开招生宣传，以吸引该国学生前往马来西亚的高等院校深造。现今，英文普及度较高、生活品质较好的马来西亚已经成为奈及利亞人留学、工作的重要目的地國之一。奈及利亞留学生也容易取得大马签证从而入境马来西亚。惟马来西亚主流社会排斥包括奈及利亞人在内的黑人新住民。加之一些奈及利亞人参加犯罪组织，对馬來西亞的城市管理和治安造成困擾，也引起了一定的关注。

## 司法
在马来西亚的尼日利亚人时常被大马政府指控参与各种犯罪。2019年5月27日，一名尼日利亚男子被控涉嫌杀害在雪兰莪沙登医院工作的女护士，于2021年8月被判处死刑。

## 引用
1. ↑  德黑兰（2012年）
2. ↑  G77（2019年）
3. ↑  星洲日报（1977年）
4. ↑  南洋商报（1960年）
5. ↑  南洋商报（1963年）
6. 1 2  Daily Trust（2007年）
7. ↑  星洲日報（1965年）
8. ↑  南洋商报（1965年）
9. ↑  南洋商报（1962年）
10. ↑  OEC（2023年）
11. 1 2  关键评论（2019年）
12. ↑  星洲日報（2023年）
13. ↑  姚桂梅（2014年）
14. ↑  大使馆（2022年）
15. ↑  于乐荣（2014年）
16. ↑  王焕芝（2022年）
17. 1 2  德国之声（2013年）
18. ↑  南洋商报（2021年）